# 渡久地政信

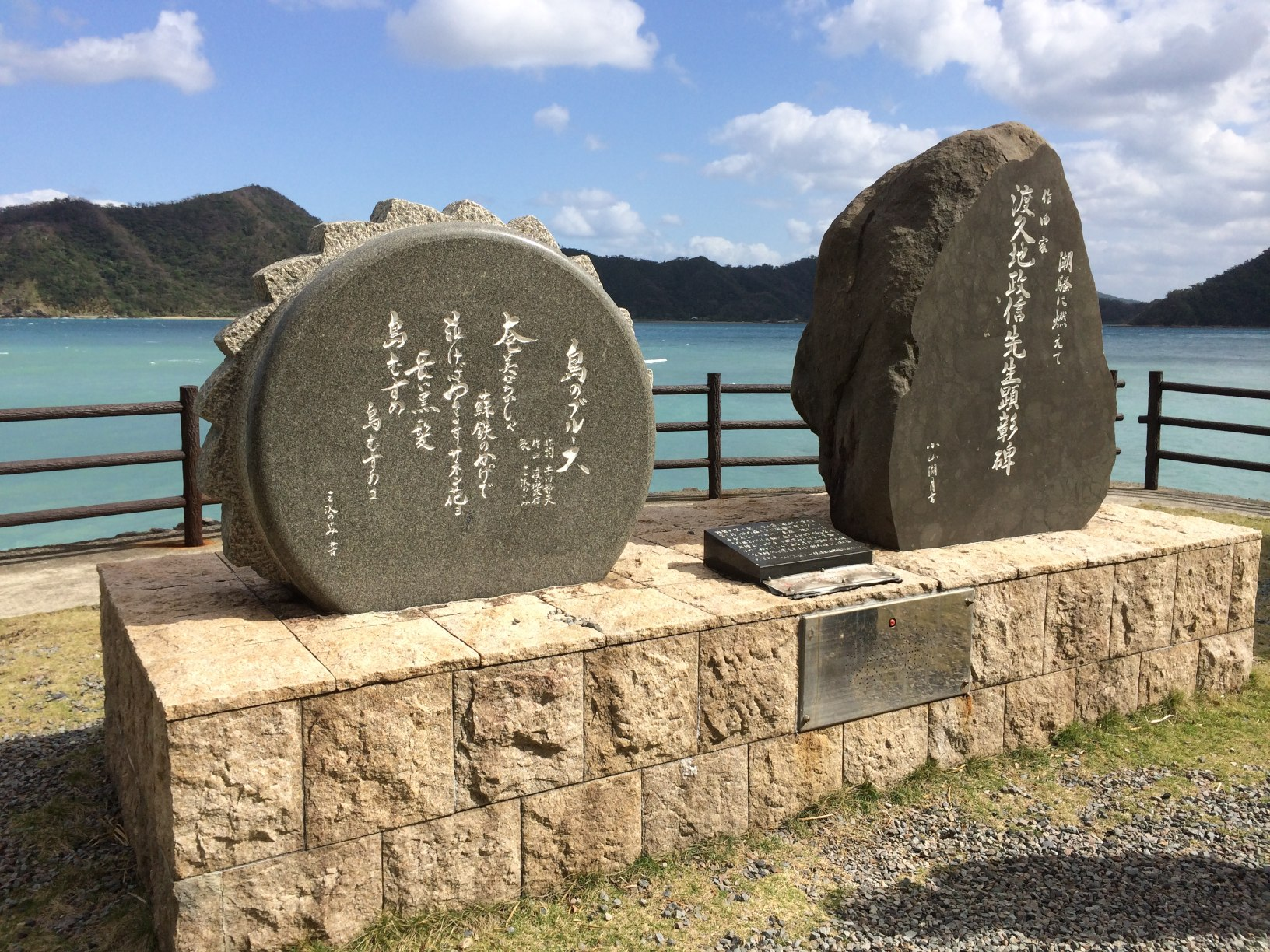
龍郷湾と「島のブルース」の歌碑

渡久地 政信（とくち まさのぶ、1916年（大正5年）10月26日 - 1998年（平成10年）9月13日）は、日本の歌手、作曲家。

## 人物
沖縄県国頭郡恩納村に生まれ、少年期を鹿児島県の奄美大島龍郷町で過ごす。日本大学藝術学部卒業後、1943年（昭和18年）、日本ビクターレコードより貴島正一の名で歌手デビュー。歌手時代は売れず、津村謙の前座を務めていたこともあった。津村は後に渡久地が作曲した『上海帰りのリル』で大ヒットを飛ばすことになる。
1951年（昭和26年）よりキングレコード専属の作曲家に転身（後に古巣のビクターに移籍）。以後、『上海帰りのリル』、『お富さん』、『島のブルース』など数多くのヒット曲を手掛ける。中山晋平メロディーが日本民謡、古賀政男メロディーが朝鮮民謡、服部良一メロディーがジャズを基調としているのに対し、渡久地メロディーは生まれ育った沖縄・奄美民謡をベースにしているといわれる。
1998年9月13日、肺炎のため死去。81歳没。没後、第40回日本レコード大賞特別功労賞が贈られている。

## 主な作品

### 歌謡曲
- 青江三奈
  - 長崎ブルース（1968年7月）
  - 池袋の夜（1969年7月）
  - 夜の瀬戸内（1970年7月）
  - 長崎未練（1971年6月）
- 大津美子
  - 東京アンナ（1955年10月）
- 小畑実
  - りんどう日記（1957年）
  - こころにユトリが湧いて来た（1957年）
  - 湯の町しぐれ/流し唄（1976年）
  - 星のない渚/はまゆうの道（1977年）
  - 青いたそがれ（1977年）
- 春日八郎
  - 奄美恋しや（1954年5月）
  - お富さん（1954年8月）
- 津村謙
  - 上海帰りのリル（1951年8月）
  - 東京の椿姫（1951年12月）
  - リルを探してくれないか（1952年）
  - 待ちましょう（1953年）
  - 終着駅に灯がともる（1955年2月）
- 中村メイコ
  - 東京チャキチャキ娘（1956年2月）
- フランク永井
  - 東京踊り（1958年2月）
  - 俺は淋しいんだ（1958年11月）
  - 夜霧に消えたチャコ（1959年3月）
  - 冷いキッス（1959年7月）
  - 林檎ッコ
- 松島アキラ
  - 湖愁（1961年9月）
- 三浦洸一
  - 踊子（1957年9月）
- 三沢あけみ・和田弘とマヒナスターズ
  - 島のブルース（1963年4月）
- 三沢あけみ
  - 私も流れの渡り鳥（1963年8月）
  - わかれ酒（1979年9月）
- 三橋美智也
  - 島の船唄（1955年11月）
- 若原一郎
  - 吹けば飛ぶよな（1954年11月）
- 和田弘とマヒナスターズ
  - お百度こいさん
  - 潮来船頭さん

### その他
- 沖縄尚学高等学校校歌